# 친위대 (대한제국)
친위대(親衛隊)는 1895년에 설치된 대한제국의 육군 소속 부대로, 육군편제강령에 의해 창설된 근대적인 중앙 군대이다. 임오군란 당시에 존재했던 별기군과는 다른 존재이다. 1905년 4월 해산되었다. 1895년 4월 친위대에서 별도의 인력을 따로 선발, 시위대를 구성하였다.

## 광무개혁과 친위대의 창설
광무개혁은 외세에 의존적이고, 외국 제도를 모방하여 이루어졌던 갑오 개혁 및 을미 개혁에 대한 반성에서 시작되어 국가의 완전한 자주독립을 지향하였는데, 그 일환으로 군제 개편이 이루어졌다. 이로써 창설된 군제가 중앙군 역할의 친위대, 시위대 및 지방군 역할의 진위대, 지방대였다.
이 외에도 원수부(국방·용병(用兵)·군사에 관한 각종 명령권과 군부 및 중앙과 지방의 군대에 대한 지휘 감독권을 가진 기관으로 오늘날의 참모본부 격), 헌병대, 포병, 공병, 치중병(수송 및 보급 담당), 군악대 등 근대적인 군제가 마련되었고, 육군법원, 육군법률, 육군감옥(현재의 군형무소)가 창설되었으며, 장교 양성을 위한 무관학교도 1898년에 창설되었다.
군제 개혁 내용만을 놓고 보면 근대적인 군사 제도를 확립하기 시작했다고 평가할 수 있지만, 일본의 견제로 내실을 다지는 일은 쉽지 않았다. 일본이 조선의 군사력을 적당한 수준에서 억제하고자 했던 것이다. 한 예로, 1900년에 영국의 빅커스사에 대포 12문과 맥심 기관총 6정을 (기록에 의하면 '맥심포'라고 되어 있으나 맥심 수냉식 기관총으로 추정된다. 당시에는 기관총을 대포처럼 인식하고 있었고, 운용법도 대포 운용법과 비슷했다)을 주문하자 구매를 방해하기도 했고, 방해 공작이 실패하여 현물이 조선에 도착하자 이번에는 탄약 보급을 방해하기도 했던 것이다.

## 부대의 훈련과 개편
친위대 창설 후 친위대 병력 중 선발한 인원으로 시위대(侍衛隊)를 신설하였다. 시위대는 처음에 러시아인 군사 교관으로부터 훈련을 받다가 일본인 교관으로 바뀌었다. 처음 훈련을 담당한 러시아인 군사 교관은 푸티아타(Putiata) 대령으로서 3명의 장교를 포함한 10명으로 러시아제 베르당 소총으로 무장시키고 훈련을 시작했다. 처음 출발은 황궁 수비를 위한 보안대로 출발한 것이었다. 그러나 아관파천 종료 이후에 러시아 제국과의 관계가 소원해지면서 이들 교관들은 철수하고 일본인으로 교체된다. 시위대도 친위대처럼 서울 지역 방어를 위한 부대였다.
1900년 9월 19일, 《제국신문(帝國新聞)》은 서울의 군인 수는 친위대(親衛隊) 3,000명, 시위대(侍衛隊) 2,000명, 평양병 1,000명, 포병 1,000명, 기병 1,000기라고 보도하였으나, 실제 전력은 미지수이다.
1902년 8월 25일에는 칙령 제15호로 임시혼성여단편제를 공포, 보병 2개 연대, 기병 1개 중대, 포병 1개 중대로 혼성여단을 편성하도록 하고, 기존 친위대와 시위대를 통합하여 1개 시위혼성여단을 만들게 된다. 같은 해 10월 30일에는 1개 연대(3개 대대) 규모였던 시위대와 친위대를 2개 연대으로 확장하기로 결정하고 각 1개 대대씩 증설하였다.
그러나 친위대 및 시위대는 의병 운동 진압을 위해 지방으로 출동하는 경우가 잦았다.

## 친위대와 시위대의 해산
이러한 확장, 개편, 훈련은 계속되었으나 1905년 4월, 친위대는 일본에 의한 군제 개혁으로 해산, 1907년 7월 31일, 시위대는 해산되었다. 근위대라는 극히 소수의 황실 경비병을 제외한 군대를 모두 해산시킨 것이다. 서울 지역의 시위대에 이어 8월 및 9월에 걸쳐 진위대도 해산되었다.
하지만 그냥 순순히 해산된 것은 아니었고, 군대 해산령에 반발하여 박승환(朴昇煥) 참령(시위제1연대 1대대장, 현 소령)이 자결하자 1연대 1대대 및 2연대 1대대 병력들이 해산을 거부하고 서울에서 시가전을 벌인 후 일본군에 밀리자 지방 의병들에 합류하였다. 지방의 진위대도 같이 합류하였다.
비록 수는 적었어도 그래도 정규 군사 훈련을 받은 군인들이 합류한 이후 의병 활동은 더욱 활발해지기 시작했다.

## 같이 보기
- 원수부
- 시위대 (대한제국)
- 대한제국 육군